# 779 Nina
779 Nina este un asteroid din centura principală, descoperit pe 25 ianuarie 1914, de Grigori Neuimin.